# Union Pass
Der Union Pass ist ein Gebirgspass mit einer Höhe von 2808 m in den Rocky Mountains. Er liegt im Fremont County des US-Bundesstaates Wyoming, nahe der Grenze zum Sublette County. Der Pass überschreitet in einer weiten Hochebene die Nordamerikanische kontinentale Wasserscheide. Von der Ebene strahlen drei Gebirgszüge nach drei Richtungen aus: Die Wind River Range mit dem nächstgelegenen Gipfel Union Peak (3501 m) nach Südosten, die Gros Ventre Range nach Westen und die Absaroka Range nach Norden.
Der Pass war ein traditioneller Verkehrsweg der heimischen Indianer vom Volk der Östlichen Shoshone, über den sie aus dem Tal des Wind River im Norden zum Green River im Süden wechseln konnten. Von hier gab es über das Tal des Fish Creek auch eine Verbindung weiter nach Westen zum Snake River. Damit stellt er einen Knotenpunkt dar, der die Einzugsgebiete der großen Flusssysteme des Mississippi Rivers über den Wind River, des Colorado Rivers über den Green River und des Columbia Rivers über den Fish Creek verband.
Als erste Weiße nutzten Pelzhändler der Pacific Fur Company den Pass, als sie 1811 auf dem Landweg nach Astoria zogen, um dort den ersten amerikanischen Pelzhandelsstützpunkt am Pazifischen Ozean zu gründen. Als das Projekt scheiterte und sechs von ihnen 1812/13 zurückkehrten, wählten sie aus Angst vor Indianern eine südlichere Route und umgingen die Wind River Range. Ihr genauer Weg ist nicht bekannt, aufgrund ihrer Beschreibung gilt es aber als wahrscheinlich, dass sie den South Pass fanden.

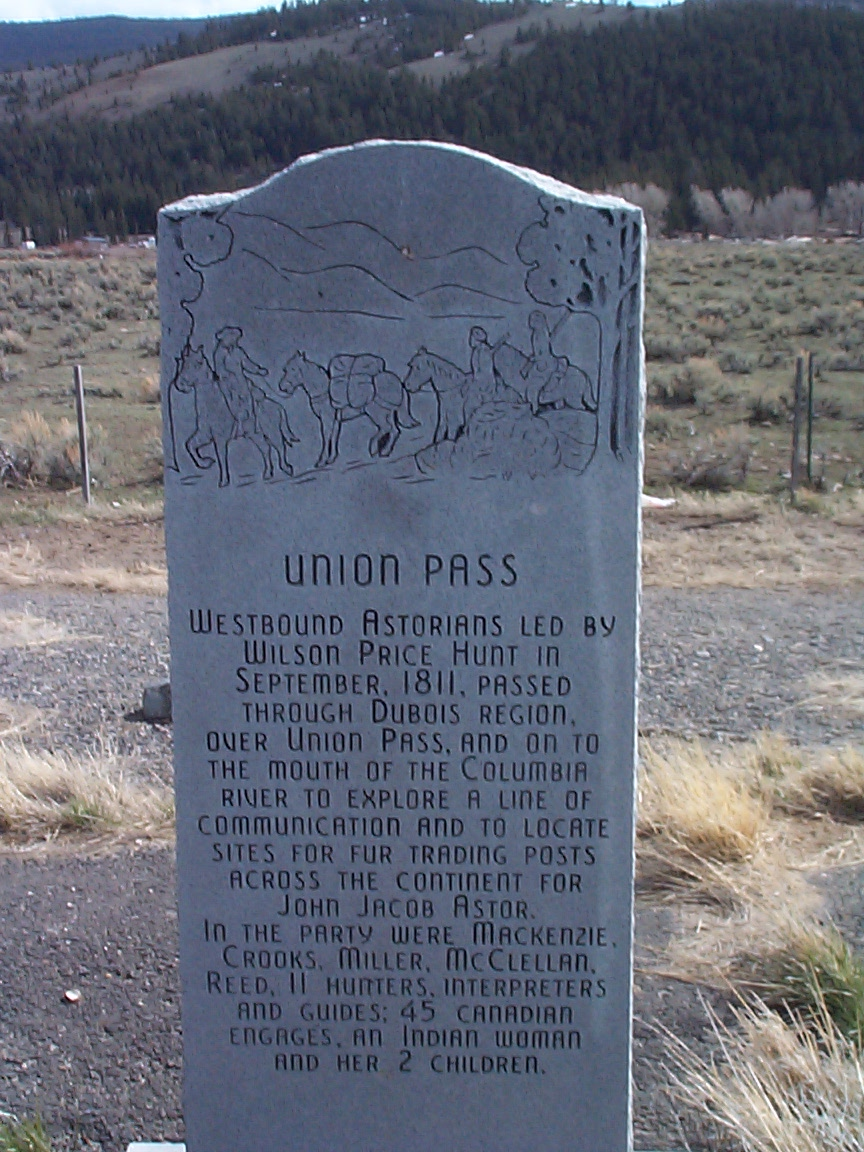
Steinsäule auf dem Union Pass zur Erinnerung an die Astorians, die den Pass 1811 überquerten

Der Union Pass hatte nie eine nennenswerte Verkehrsbedeutung. 1860 erhielt er durch William F. Raynolds seinen Namen, als Raynolds mit Jim Bridger im Rahmen der ersten formellen Erkundung der Region unter der Leitung von Ferdinand Vandeveer Hayden die Berge durchstreifte, um einen Weg zum legendären Yellowstone-Gebiet zu finden. Eine gewisse Bekanntheit erreichte der Pass, als in den 1870er Jahren General Philip Sheridan und 1883 der Präsident der Vereinigten Staaten, Chester A. Arthur, auf einer Reise in den Westen und den Yellowstone-Nationalpark an ihm die Berge überschritten.
Heute bildet der Pass die Grenze zwischen dem Shoshone National Forest und dem Bridger-Teton National Forest und wird von einer unbefestigten Forststraße überquert, die das Gebiet um Dubois im Norden mit Pinedale im Süden verbindet. Längs zu ihm verläuft auf der kontinentalen Wasserscheide der Continental Divide Trail, ein rund 5000 km langer Fernwanderweg. Der Pass ist seit 1969 in das National Register of Historic Places eingetragen.